# Stictoleptura cordigera

Гамалик серцевидний (Stictoleptura cordigera) — вид твердокрилих комах з родини Скрипунових. Довжина тіла імаго 15-20 мм.

## Розповсюдження
Гамалик серцевидний населяє Південну Європу і Західну Азію. Завезений до Великої Британії, де є інвазійним.
В Україні Гамалик серцевидний трапляється у Кримських Горах.